# The Cursed Crusade
The Cursed Crusade è un videogioco sviluppato da Kylotonn Games ed è pubblicato dalla Atlus negli Stati Uniti d'America e da DTP Entertainment AG in Europa. Il gioco è stato pubblicato il 25 ottobre 2011 per PlayStation 3, Xbox 360 e Microsoft Windows.

## Modalità di gioco
Il gioco è ambientato nel medioevo durante le crociate e narra le vicende di due giovani crociati: il ladro e mercenario Esteban Noviembre e il cavaliere templare Denz. Entrambi sono affetti da una maledizione; visiteranno le città di Zara, Costantinopoli e Gerusalemme.
In The Cursed Crusade il giocatore ha a disposizione 150 armi impugnabili, un sistema di crescita del personaggio e una modalità cooperativa a due giocatori sia online che offline.